# 5524 Lecacheux
5524 Lecacheux (1991 RA30) là một tiểu hành tinh vành đai chính được phát hiện ngày 15 tháng 9 năm 1991 bởi H. E. Holt ở Palomar.